# Nicolas Boulte
Nicolas Boulte (19 août 1944 - 10 mai 1975) est un militant de la gauche chrétienne étudiante, fondateur en 1965 de la Jeunesse universitaire chrétienne. En Mai 68, il rejoint l'extrême gauche anti-impérialiste en devenant, notamment, le secrétaire du Comité Vietnam national.
En 1972, sous le pseudonyme de Baruch Zorobabel, il est l'auteur de Tentative de bilan du Comité de lutte Renault, une des rares analyses critiques, « de l'intérieur », des pratiques d'intervention en milieu ouvrier des maoïstes de la Gauche prolétarienne (1969-1973) en France.
Déçu et victime des groupes issus de la gauche maoïste, il se donne la mort en 1975. Avec Michel Recanati et Claude Chisserey, il est l'un des trois leaders de Mai 68 à s'être suicidé.

## Biographie

### Action dans l’Église

#### Entrée de l'Institut catholique de Paris dans l'UNEF
En 1964, étudiant à l'Institut catholique de Paris il devient président de l'Association générale des étudiants de l'institut catholique (AGEIC), qui va adhérer à l'Union nationale des étudiants de France (UNEF). Faisant ainsi « entrer le syndicalisme dans une structure d’Église », il reconnaît l'importance centrale de la faculté de théologie mais réclame une réforme profonde en contestant vivement l'existence d'écoles et instituts annexes (tels que ESSEC, ESCOM, ISEP, ISIT) qui, selon lui, ne font qu'entretenir la classe sociale bourgeoise.
Elu président de l’Association des étudiants de l’Institut catholique de Paris au nom de la tendance de gauche qui soutient les positions de l’UNEF, il propose une courageuse et profonde réforme des instituts catholiques, menant à ne plus assurer en double certains enseignements déjà présents dans les facultés d’État.  Cela lui vaut par la suite d'être mis en minorité en décembre 1964 par la tendance apolitique, qui se rallie à la minorité d’opposition au sein de l’UNEF (Paris-sciences et Paris médecins) et de devoir dans la foulée démissionner en janvier 1965. Au cours de l’assemblée générale du 2 juin la tendance de gauche recueille deux tiers des voix et il est réélu président.

#### Fondation de la Jeunesse universitaire chrétienne
À partir du milieu des années 1960, la Jeunesse ouvrière chrétienne et la Jeunesse étudiante chrétienne deviennent des forces d'opposition au sein de l'Église catholique qui tente comme elle peut de contrôler cette ébullition. Ce sont les jeunes chrétiens qui les premiers font scission de leur organisation, fort d'une position majoritaire, en novembre 1965 à la suite de leur exclusion de 1965, alors que les jeunes de l'Union des étudiants communistes ne feront de même que quelques mois plus tard, avec la création de la Jeunesse communiste révolutionnaire le 2 avril 1966 puis de l'UJCml (maoiste) par un congrès de janvier-février 1967 .
En 1965, Mgr Veuillot, président de la commission épiscopale du Monde Scolaire et Universitaire (CEMSU), pose cinq questions aux Secrétaires Nationaux de la JEC et de la JECF d'alors, qu'il accuse de trop se préoccuper de social, dans le sillage de l'opposition qui avait déjà existé à l'époque de la Guerre d'Algérie. Puis, à la suite d’une réponse négative de la majorité des équipes dirigeantes garçons et filles (15 contre 12 à la JEC, 13 contre 5 à la JECF 19), la hiérarchie exige la démission des opposants. Le débat est public, avec des lettres collectives publiées dans la presse.
Le Monde publie à cette occasion une page restée célèbre, dans laquelle l’ultimatum des évêques à la Jeunesse étudiante chrétienne et ses leaders Henri Nallet et Nicolas Boulte, avec les réactions, est « exposé sur trois colonnes », tandis que les trois autres colonnes relatent des divergences entre l’Union des étudiants communistes et la direction du Parti communiste français. Les oppositionnels sont alors fondateurs en 1965 de la Jeunesse universitaire chrétienne.
Henri Nallet, alors secrétaire national (JEC) et une grande partie des équipes nationales JEC et JECF sont poussés à la démission le 29 mars 1965. Immédiatement, les démissionnaires constituent une nouvelle organisation : la JUC (Jeunesse universitaire chrétienne). Ces départs laissent des traces: alors qu’en 1965, il y a 20 000 membres à la JEC, ils ne sont plus à la fin de la décennie que 10 000 dans les lycées et universités.
Au même moment ou peu avant, les jeunes protestants et l'UEC (Union des étudiants communistes) subissent, chacune de leur côté, une reprise en main aussi.
Plusieurs dirigeants de la JEC seront les fondateurs, comme Henri Nallet et Nicolas Boulte, du Centre de recherche et d'intervention révolutionnaire, l'un des groupes de réflexion à l'origine de Mai 68 qui a servi de point de jonction entre les militants catholiques, protestants et athées, et d'éditeur d'analyses politiques et sociales.
En novembre 1965, Nicolas Boulte est parmi les fondateurs la Jeunesse universitaire chrétienne (JUC), une scission de gauche de la Jeunesse étudiante chrétienne (JEC),, qui se réfère à l'option préférentielle pour les pauvres (théologie de la libération), à la justice (Isaïe) et au partage (Mathieu 25, 31-46 : « J'étais nu et vous m'avez vêtu, j'ai eu faim et vous m'avez donné à manger, ... »). On n’utilise pas Jésus Christ, comme Dieu d’ailleurs. Jésus n’est pas utile. Comme Nicolas Boulte répondait à la question : « Jésus, ça sert à quoi ? Il faut aimer Jésus Christ pour lui-même, pour rien, comme on aime, quoi ! » Voilà ce qu’il nous faut chercher dans la prière, la méditation, le recueillement, la rencontre avec lui et nos frères. La gratuité de l’amour. Dieu est amour et celui qui aime connaît Dieu parce que Dieu est amour » (1 Jean, 4-7).
L'assemblée fondatrice de novembre, qui s'est tenue lundi à Paris, et à laquelle participaient des militants chrétiens de nombreuses villes de province, est l'aboutissement d'une série de réunions et de week-ends de travail qui ont eu lieu depuis le mois de juillet entre d'anciens dirigeants de la JEC et des chrétiens engagés dans des organisations étudiantes
. Il devient ainsi président de la JUC après avoir été l'un des chefs de file des dissidents de la JEC.

### L'activité de journaliste
De 1966 à 1968, il contribue alors comme journaliste à plusieurs titres de presse dont Le Nouvel observateur et La Quinzaine littéraire. Il est au même moment un des fondateurs, avec Henri Nallet et André Senik, du Centre de recherche et d'intervention révolutionnaire, l'un des groupes de réflexion à l'origine de Mai 68 qui a servi de point de jonction entre les militants catholiques, protestants et athées et d'éditeur d'analyses politiques et sociales.

### Engagement politique au Comité Vietnam national
Nicolas Boulte était en 1968 secrétaire et l'animateur principal du Comité Vietnam national (CVN),. Lors des manifestations du Comité Vietnam National, il est immortalisé par le photographe Gérard-Aimé à la tribune avec Henri Weber (JCR) et Alain Geismar (SNESUP puis Gauche prolétarienne).
Le 21 mars 1968, il est interpellé à ce titre et à son domicile, à la suite de diverses actions violentes contre des sociétés américaines (Chase Manhattan Bank, Bank of America, TWA, American Express) dans le cadre du mouvement d'opposition à la guerre du Viêt Nam,. Sa garde à vue va durer deux jours.
La veille, le 20 mars, à l'occasion d'une manifestation organisée par le CVN « pour la victoire du peuple vietnamien contre l'impérialisme américain », trois cents étudiants saccagent le siège de l'American Express, à l'angle de la rue Scribe et de la rue Auber à Paris. Cinq activistes sont arrêtées dont Xavier Langlade (décédé à Cuba le 15 janvier 2007) du service d'ordre de la Jeunesse communiste révolutionnaire.
Ces arrestations vont provoquer, le 22 mars à la faculté de Nanterre, l'occupation du huitième étage du bâtiment administratif de l'université et la création du Mouvement du 22 Mars. La libération de ces six personnes sera l'une des revendications des étudiants de la faculté de Nanterre, contribuant à déclencher Mai 68.

### L'expérience comme ouvrier chez Renault à Boulogne-Billancourt
Après Mai 68, il « s'établit » comme ouvrier chez Renault à Boulogne-Billancourt où il est actif, dès son origine, dans le Comité de lutte Renault, une structure créée par la Gauche prolétarienne dans l'usine,. Il est licencié après la mort de Pierre Overney en 1972, tué par un vigile et qui avait lui-même été licencié avant. Ce jour-là, il n'est pas au courant du meurtre ni de l'altercation qui l'a précédée. Ayant fini sa journée de travail, il sort en mobylette quand il tombe sur l'attroupement qui suit le décès et tente de calmer les plus remontés.
Peu après, il sera photographié en orateur au meeting du PSU qui suit la mort de Pierre Overney chez Renault en février 1972.
Très critique par rapport aux pratiques du Comité de lutte Renault, dont il s'est retiré, et de la Gauche prolétarienne, où il ne milite plus, il rédige, sous le pseudonyme de Baruch Zorobabel, au printemps 1972, une Tentative de bilan du Comité de lutte Renault qui est publiée en octobre par la revue conseilliste Informations et correspondances ouvrières,.
Dans ce mémoire, l'auteur analyse une « idéologie de l'activisme coupée de la réalité quotidienne » : par manque d'implantation réelle chez les ouvriers, les maos sont contraints pour exister à mettre en œuvre une stratégie « militariste » de surenchère permanente dans l'affrontement avec les agents de maîtrise aux portes de l'usine. C'est, d'après l'auteur, ce type d'action qui est à l'origine du meurtre de Pierre Overney, le 25 février 1972, par un vigile de Renault.
À la suite des critiques de Baruch Zorobabel, mal vécues par la direction de la Gauche prolétarienne, visée dans son mémoire,, il est traduit une nuit entière devant un « tribunal révolutionnaire » réuni dans une cave et tabassé pour le sanctionner. À la suite de cette épreuve, il fait une première tentative de suicide,, à l'issue de laquelle il est sauvé de justesse. Après cette épreuve, il continue à écrire des lettres à son ex-compagne Acacia Condès, jusqu'en 1974,, avec laquelle il avait rompu en 1970-1971. En 2008, Morgan Sportès reprend les critiques de Nicolas Boulte mais sans trop les citer, en approfondissant l'enquête, dans son roman Ils ont tué Pierre Overney.
En 1975, Nicolas Boulte s'est suicidé après avoir envoyé au journal Le Monde sa notice nécrologique : « On nous prie d'annoncer que Nicolas Boulte s'est donné la mort volontairement, lucidement, le 10 mai 1975. « A ce dont l'esprit se contente, l'étendue de sa perte se mesure (Hegel) » ».
« Les raisons de tels actes ne sont généralement pas simples (...) car des éléments de circonstances, de conditions de vie, de santé, voire de sentiments, peuvent entrer en jeu », observe alors Pierre Viansson-Ponté dans Le Monde. Si le suicide est la seconde cause de décès après les accidents de la route, « c'est aussi et surtout pour des raisons qui n'ont rien à voir, en tout cas pas directement, avec le combat politique, l'état de la société, la violence et l'injustice », souligne-t-il.

### La redécouverte du lien entre Boulte etBaruch Zorobabel
Stéphane Michalon, qui dirige les projets de développement liés aux livres numériques dont "Place des Libraires" a découvert plus de quarante années après la mort d'Overney, en février 2014, au hasard de la lecture de Montagne-Sainte-Geneviève, côté cour  publié chez Grasset en 2008 par l'écrivain et ex-critique aux Cahiers du Cinéma Gérard Guégan, que Zorobabel ne faisait qu’un avec Nicolas Boulte. En mai 1968, Guégan avait quitté le PCF pour se rallier à l’ultragauche et fonder le groupe Prisu, juste après avoir achevé en secret le récit du procès politique intenté en 1952 par le PCF à André Marty et Charles Tillon. Stéphane Michalon précise que le détail de la démonstration est au paragraphe 34 du chapitre intitulé " la foi qui n’agit point,  est-ce une foi sincère ? ", dans la partie du livre consacrée à l’année 1972.
Peu après apparait l'idée d'un livre de recueil de ses correspondances avec son amie Acacia Condès, paru en 2019. « Ce militant vibrant à la tête des mouvements étudiants de 68 avait alors connu le goût amer de la lucidité, et, face aux reniements de ses anciens camarades gauchistes, il n’a plus trouvé en lui ni la force ni l’envie d’un reclassement », écrira Alain Krivine dans sa préface. Les lettres révèlent un talent littéraire qui fait regretter la disparition, volontaire elle aussi, de ses autres écrits.

## Publications

### Le Nouvel observateur
Nicolas Boulte collabore au Nouvel Observateur de 1966 à 1968 et instruit pour Jean Daniel les suites du concile Vatican II (1962-1965), en particulier la contestation dans l'Église.

- Un technocrate de droit divin, Le Nouvel Observateur n° 79, 20 avril 1966 (les méthodes de Monseigneur Pierre Veuillot, « les flics de Dieu »)
- Le patron des jésuites français, Le Nouvel Observateur n° 126, 18 avril 1967
- Guerre de cardinaux, Le Nouvel Observateur n° 127, 19 avril 1967
- Le synode se cherche, Le Nouvel Observateur n° 152, 11 octobre 1967
- Le pari de Paul VI, quatre ans d'hésitation pour condamner des siècles de progrès, Le Nouvel Observateur, n° 195, 5 août 1968 (pourquoi le pape a dit non à la pilule, « le coup de Galilée »).

### Tentative de bilan du Comité de lutte Renault
- Baruch Zorobabel / Nicolas Boulte, Tentative de bilan du Comité de lutte Renault, Paris, 5 juillet 1972, Informations et correspondances ouvrières, supplément au n°120, octobre-novembre 1972, [lire en ligne].